# 소희정
소희정(1973년 5월 28일 ~ )은 대한민국의 배우이다.

## 학력
- 수원대학교 연극영화학과 졸업
- 동국대학교 대학원 연극학과 수료

## 연기 활동

### 영화
- 2011년 《써니》 - 담임선생님 역
- 2012년 《줄탁동시》 - 숙인 역
- 2013년 《전국노래자랑》 - 미용실 가게주인 역
- 2013년 《미나문방구》 - 부부 여 역
- 2013년 《감기》 - 담임선생님 역
- 2013년 《스마일 어게인》 - 마숙향 역
- 2014년 《플랜맨》 - 경미 역
- 2014년 《스톤》 - 경자 역
- 2014년 《타짜: 신의 손》
- 2015년 《스물》 - 경제 모 역
- 2015년 《도리화가》 - 상궁 역
- 2016년 《나를 잊지 말아요》 - 정신과의사 역
- 2016년 《죽여주는 여자》 - 세비로송 며느리 역
- 2017년 《더 킹》 - 지민 모 역
- 2018년 《골든 슬럼버》  싸인주부 역
- 2018년 《너의 결혼식》 - 우연 모 역
- 2019년 《생일》 - 석원 엄마 역
- 2019년 《걸캅스》 - 서진 모 역
- 2019년 《퍼펙트맨》 - 요양원 원장 역
- 2020년 《살아있다》 - 준우 어머니 역
- 2020년 《침입자》 - 정임 역

### 드라마
- 2011년 tvN 월화드라마 《로맨스가 필요해》 - 산부인과 의사 역
- 2011년 KBS2 주말연속극 《오작교 형제들》 - 남여울의 친구 역
- 2011년 OCN 금요드라마 《특수사건 전담반 TEN》 - 사채업자 역
- 2012년 MBC 수목드라마 《해를 품은 달》 - 정경부인 신씨의 시녀 역
- 2012년 KBS2 수목드라마 《적도의 남자》 - 대학교 교수 역
- 2012년 tvN 수목드라마 《인현왕후의 남자》 - 정신건강의학과 의사 역
- 2012년 KBS2 월화드라마 《빅》 - 지민의 엄마 역
- 2012년 tvN 수목드라마 《제3병원》 - 병원에서 난동부리는 뇌병변 환자 역
- 2012년 KBS2 수목드라마 《세상 어디에도 없는 착한남자》 - 강마루에게 반한 여자 역
- 2012년 KBS2 주말드라마 《내 딸 서영이》 - 조명순 역
- 2012년 tvN 화요드라마 《응답하라 1997》 - 방송작가 역
- 2013년 MBC 주말특별기획 《백년의 유산》 - 상록수보육원의 수녀 역
- 2013년 JTBC 주말연속극 《맏이》
- 2013년 KBS2 월화드라마 《직장의 신》 - Super 홈쇼핑 쇼호스트 역
- 2013년 OCN 일요드라마 《특수사건 전담반 TEN 2》 - 사채업자 역
- 2013년 KBS2 월화드라마 《상어》 - 김영주 역
- 2013년 SBS 일일드라마 《못난이 주의보》
- 2013년 MBC 수목드라마 《투윅스》 - 정마담 역
- 2013년 KBS2 단막극 《KBS 드라마 스페셜 연작 시리즈 - 그녀들의 완벽한 하루》
- 2013년 KBS2 수목드라마 《비밀》 - 교도관 역
- 2013년 KBS2 단막극《KBS 드라마 스페셜 - 진진》 - 서하진의 어머니 역
- 2014년 KBS2 수목드라마 《감격시대 : 투신의 탄생》 - 목포댁 역
- 2014년 JTBC 주말연속극 《12년만의 재회: 달래 된, 장국》 - 주다해의 담임선생님 역
- 2014년 MBC 아침드라마 《모두 다 김치》 - 박경은PD 역
- 2014년 KBS2 수목드라마 《아이언맨》 - 작은엄마 역
- 2014년 MBC 주말특별기획 《전설의 마녀》 - 판사 역
- 2014년 SBS 월화드라마 《펀치》 - 버스기사 아내 역
- 2014년 KBS2 일일연속극 《달콤한 비밀》 - 민간호사 역
- 2015년 MBC 수목드라마 《앵그리맘》 - 정해진 역
- 2015년 SBS 주말특별기획 《이혼변호사는 연애중》 - 조신희 역 (특별출연)
- 2015년 KBS2 단막극 《KBS 드라마 스페셜 - 귀신은 뭐하나》 - 구천동 모 역
- 2015년 OCN 일요드라마 《귀신 보는 형사 처용 2》
- 2015년 SBS 드라마스페셜 《용팔이》 - 수녀 역
- 2015년 On Style 수요드라마 《처음이라서》 - 최훈의 어머니 역
- 2015년 E채널 & 드라마큐브 일요드라마 《라이더스: 내일을 잡아라》
- 2015년 UMAX & O'live 목요드라마 《나에게 건배》
- 2015년 KBS2 주말연속극 《부탁해요, 엄마》
- 2015년 SBS 드라마스페셜 《리멤버 - 아들의 전쟁》 - 서진우의 어머니 역
- 2016년 SBS 특집드라마 《미스터리 신입생》 - 민성의 어머니 역
- 2016년 MBC 주말연속극 《가화만사성》 - 오민정 역
- 2016년 tvN 금토드라마 《THE K2》 - JSS의 의무실장 역
- 2016년 MBC 일일연속극 《행복을 주는 사람》 - 고경순 역
- 2016년 JTBC 금토드라마 《솔로몬의 위증》 - 우혁 모 역
- 2017년 JTBC 금토드라마 《품위있는 그녀》 - 오풍숙 역
- 2017년 KBS2 주말연속극 《아버지가 이상해》 - 김유주의 어머니 역
- 2017년 MBC 월화드라마 《파수꾼》 - 이은자 역
- 2017년 tvN 수목드라마 《부암동 복수자들》
- 2017년 MBC 아침드라마 《역류》 - 홍초희 역
- 2018년 OCN 주말드라마 《보이스 2》 - 장경학의 부인 문미숙 역
- 2018년 tvN 월화드라마 《계룡선녀전》 - 정이현의 어머니 역
- 2019년 MBC 수목드라마 《신입사관 구해령》
- 2019년 tvN 토일드라마 《호텔 델루나》 - 이세영 역 (특별출연)
- 2019년 tvN 수목드라마 《악마가 너의 이름을 부를 때》 - 정선심 역
- 2019년 MBC 월화드라마 《웰컴2라이프》 - 주영옥 역
- 2019년 SBS 금토드라마 《의사요한》 - 유리혜의 언니 역
- 2020년 tvN 웹드라마 《언어의 온도 : 우리의 열아홉》 - 김순명 역
- 2020년 MBC 월화드라마 《카이로스》 - 혜경 역
- 2021년 MBN 토일드라마 《보쌈 - 운명을 훔치다》 - 소의 윤씨 역
- 2021년 KBS2 월화드라마 《멀리서 보면 푸른 봄》 - 차정주 역
- 2021년 TVING 금요드라마 《마녀식당으로 오세요》 - 서애숙 역
- 2021년 JTBC 월화드라마 《한 사람만》 - 문영지 역
- 2022년 tvN 토일드라마 《스물다섯 스물하나》 - 승완의 어머니 역
- 2022년 tvN 금토드라마 《별똥별》 - 권명희 역
- 2022년 tvN 수목드라마 《이브》 - 김계영 역
- 2023년 KBS2 월화드라마 《오아시스》 - 허귀례 역
- 2023년 JTBC 수목드라마 《기적의 형제》 - 차영숙 역
- 2024년 tvN 월화드라마 《플레이어 2 : 꾼들의 전쟁》 - 민정의 어머니 역
- 2024년 JTBC 수요드라마 《조립식 가족》 - 달의 어머니 역
- 2025년 tvN 월화드라마 《원경》 - 정 상궁 역
- 2025년 tvN 토일드라마 《서초동》 - 최성미 역

### 연극
- 《마의 태자》
- 《바그다드 햄릿》
- 《두드리 두드리》 (2007년)
- 《두드리 두드리》 (2008년)
- 《키스》 (2008년)
- 《세자매》 (2009년)
- 《한스와 그레텔》 (2009년)
- 《아내들의 외출》 (2010년)
- 《아내들의 외출》 (2011년)
- 《아내들의 외출》 - 고양 (2011년)
- 《아내들의 외출》 (2012년) - 며느리 소희정 역